# Euclimacia burmanella
Euclimacia burmanella is een insect uit de familie van de Mantispidae, die tot de orde netvleugeligen (Neuroptera) behoort. 
Euclimacia burmanella is voor het eerst wetenschappelijk beschreven door Westwood in 1867.